# Войткевич, Александр
Алекса́ндр Войтке́вич (15 января 1963, Рига, Латвийская ССР — 14 июля 2006, Балтимор, США) — американский шахматист, гроссмейстер (1990), победитель многих американских и международных турниров. Он был поляком по национальности, но родился и вырос в Риге. В юности был учеником Михаила Таля и ассистировал последнему во время межзонального турнира 1979 года в Риге. В 1981 году победил в чемпионате Латвии. Шахматная карьера Войткевича была прервана его нежеланием служить в Советской Армии. Он скрывался от милиции несколько лет, но в 1986 году был арестован и приговорён к двум годам тюремного заключения. Спустя год он был амнистирован и переехал в Варшаву. В скором времени после этого он выиграл два чемпионата Польши по шахматам.
Через несколько лет Александр Войткевич переехал жить в США, где он проводил большую часть времени будучи студентом Университета Мэриленда в Балтиморе, выступая за шахматную команду университета и активно участвуя в шахматных турнирах по всей территории США и в других странах. Несколько раз он выигрывал ежегодный приз в размере 10000 долларов США, вручаемый американской шахматной федерацией по совокупности побед в турнирах за календарный год.
В 2004 году Войткевич принимал участие в чемпионате мира ФИДЕ по шахматам в Триполи. В последний месяц своей жизни он разделил первое место на турнире «World Open» в Филадельфии и выиграл турнир «National Open» в Лас Вегасе. Он умер вечером 14 июля 2006 года от перфорации желудочно-кишечного тракта и внутреннего кровотечения.

## Изменения рейтинга
| Графики недоступны из-за технических проблем. См. информацию на Фабрикаторе и на mediawiki.org. |